# SpaceX Crew-1
SpaceX Crew-1 (początkowo USCV-1) – pierwszy operacyjny lot kapsuły Crew Dragon 2 na Międzynarodową Stację Kosmiczną. Wyznaczony dla tej misji pojazd Dragon C207 Resilience został wyniesiony na orbitę przez rakietę nośną Falcon 9 z platformy startowej LC-39A w Centrum Kosmicznym Johna F. Kennedy’ego na Florydzie 16 listopada 2020 roku o godzinie 00:27:17 (UTC). Misja ta jest drugim załogowym lotem kapsuły Crew Dragon 2.
Crew-1 jest pierwszą operacyjną misją na Międzynarodową Stację Kosmiczną programu Commercial Crew. Data startu była wielokrotnie opóźniana w stosunku do pierwotnej daty zaplanowanej przez NASA na listopad 2016 r. Misja ma trwać 180 dni, więc lot powrotny powinien odbyć się w czerwcu 2021 r. Pojazd Dragon C207 powróci na Ziemię przez wodowanie w celu ponownego użycia w przyszłych lotach.
Astronauci wybrali dla statku nazwę Resilience.

## Załoga

### Podstawowa
- Michael Hopkins (2. lot) (USA, NASA)
- Victor J. Glover (1. lot) (USA, NASA)
- Sōichi Noguchi (3. lot) (JPN, JAXA)
- Shannon Walker (2. lot) (USA, NASA)

### Rezerwowa
- Kjell Lindgren (2. lot) (USA, NASA)

## Przygotowania
Rakieta nośna Falcon 9 firmy SpaceX została dostarczona do Cape Canaveral 14 lipca 2020. Kapsuła Dragon C207 Resilience dotarła tam 18 sierpnia 2020 r. Załoga przybyła do Centrum Kosmicznego Johna F. Kennedy’ego  8 listopada 2020 roku o godzinie 13:53 (UTC). Przedstawiciele NASA wyrazili zgodę w dniu 12 listopada 2020 roku na rozpoczęcie przez SpaceX regularnych lotów rotacyjnych załogi na Międzynarodową Stację Kosmiczną, sygnalizując przejście pojazdu Crew Dragon 2 z fazy rozwoju do fazy operacyjnej. Rakieta nośna została podniesiona do pozycji startowej na platformie LC-39A w celu przeprowadzenia próbnego uruchomienia głównych silników Merlin 1D w dniu 11 listopada 2020 roku o godzinie 20:49 (UTC). Transmisja na żywo rozpoczęła się 15 listopada 2020 roku o godzinie 20:15 (UTC).

## Przebieg misji
Rakieta nośna Falcon 9 wystartowała z Centrum Kosmicznego im. Johna F. Kennedy'ego z platformy LC-39A z czteroosobową załogą 16 listopada o godzinie 00:27:17 (UTC). Po pomyślnej separacji pierwszy stopień rakiety (B1061) wylądował na barce Just Read The Instructions. Pojazd zadokował automatycznie do Międzynarodowej Stacji Kosmicznej przez Międzynarodowy Adapter Dokujący (ang. International Docking Adapter, w skrócie IDA) do modułu Harmony 17 listopada 2020 roku o godzinie 04:00 (UTC). W trakcie misji astronauci będą mieszkać i pracować razem z trzema astronautami misji Sojuz MS-17. Obie misje utworzą razem Ekspedycję 64. Załoga zostanie przeniesiona na Ekspedycję 65 po odlocie MS-17, obecnie zaplanowanym na 16 kwietnia 2021 roku.